# Arnuz Lapanich
Arnuz Lapanich ou Arnut Rapanit ou Arnas Lapanich (thaï : อานัส ฬาพานิช) (province de Nonthaburi, 12 octobre 1978), est un acteur thaïlandais.

## Filmographie
- 2002: Born Blood
- 2012: La Guerre des Empires
- 2018 : U-Turn